# Brainless Institute
Brainless Institute (B.I) var en svensk demogrupp från Skövde verksamma på Atari-plattformen. De började med att skapa enkla demos med en stillbild och mixade samplingar, eller med tillägg av någon scrolltext, såsom i Silence Quad Mix (augusti 1990), och Mick's Mix (1990). Senare demos innehöll mer avancerad kodning, med bland annat vektorgrafik, såsom i Vector demo - a 3d demo for the STe (januari 1992), och Bad Taste (maj 1992).
Brainless institute arrangerade även flera demopartyn (copypartyn), såsom Windjammers party i Falköping den 28–30 september 1990, Brainless Institute Party 1991 på Västerhöjdsgymnasiet, Skövde den 24–26 januari 1991 och Brainless Institute Party 1992 i Helenaskolan, Skövde den 3–6 januari 1992.

## Medlemmar
- Raw (Sebastian Samuelsson, då Persson) - grafik, sampling
- Wulf - programmering, grafik
- The cruel - programmering
- Uncle Joe
- Jihad
- Qe (or Quue)